# Pascal Kina
Pascal Kina (ca. 1968) is een Belgisch hockeycoach en voormalig -speler.

## Levensloop
Kina was als veldspeler actief bij THC Indiana en La Gantoise. Op 29-jarige leeftijd werd hij opgeroepen voor een vriendschappelijke wedstrijd van het Belgisch team tegen Canada. In de zaalcompetitie werd hij tweemaal landskampioen met Royal HC Baudouin.
Op 24-jarige leeftijd werd hij jongerencoach bij La Gantoise. Later volgde passages bij het damesteam van La Gantoise (2001-'11) en het herenteam van Waterloo Ducks (2003-'06 en 2009-'12). Ook was hij actief als assistent-bondscoach bij het Zuid-Afrikaans damesteam. Van 1998 tot 2007 was hij assistent-bondscoach van het Belgisch herenteam. en in 2011 werd hij aangesteld als bondscoach van het Belgisch damesteam, een functie die hij uitoefende tot oktober 2015. Hij begeleidde de Red Panthers onder meer tijdens hun deelname aan de Olympische Spelen van 2012, het wereldkampioenschap van 2014 en de Europese kampioenschappen van 2011, 2013 en 2015. Als bondscoach volgde hij de Australiër Murray Richards op, zelf werd hij deze hoedanigheid opgevolgd door de Nederlander Niels Thijssen. Vervolgens ging hij aan de slag als sportief directeur bij La Gantoise.
Zijn zoon Antoine is eveneens actief in het hockey.